# Eulepidotis consequens
Eulepidotis consequens là một loài bướm đêm trong họ Erebidae.